# Olga Constantinovna da Rússia
Olga Constantinovna da Rússia (em russo: Великая Княжна Ольга Константиновна; romaniz.: Velikaya Knyaginya Olga Constantinovna), mais tarde rainha Olga da Grécia, (3 de setembro de 1851 – 18 de junho de 1926) foi a rainha consorte do rei Jorge I da Grécia e, durante um breve período de tempo em 1920, regente da Grécia. É a avó paterna do príncipe Filipe, Duque de Edimburgo, marido da rainha Isabel II do Reino Unido. 
Membro da dinastia Romanov, Olga era filha do grão-duque Constantino Nikolaevich e da sua esposa, a princesa Alexandra de Saxe-Altemburgo. Passou a sua infância entre São Petersburgo, a Polónia e a Crimeia e casou-se com o rei Jorge I da Grécia em 1867, quando tinha dezasseis anos de idade. Inicialmente sentia-se pouco à vontade no reino da Grécia, mas começou a desenvolver trabalho social e caritativo pouco depois. Abriu hospitais e centros de ajuda, mas a sua tentativa de promover uma nova tradução mais acessível para grego dos Evangelhos desencadeou várias revoltas entre os conservadores religiosos.
Após o assassinato do seu marido em 1913, regressou à Rússia. Quando rebentou a Primeira Guerra Mundial, organizou um hospital militar no Palácio de Pavlovsk, que pertencia ao seu irmão. Ficou presa no palácio quando rebentou a Revolução Russa de 1917, mas graças à intervenção da embaixada dinamarquesa, conseguiu fugir para a Suíça. Não lhe foi possível regressar à Grécia, uma vez que o seu filho, o rei Constantino I, tinha sido deposto.
Em outubro de 1920, regressou a Atenas após a doença súbita do seu neto, o rei Alexandre. Após a morte deste, foi nomeada regente até à restauração de Constantino I que aconteceu no mês seguinte. Contudo, após a derrota da Grécia na Guerra Greco-Turca de 1919-1922, a família real grega foi novamente exilada e passou os seus últimos anos de vida entre o Reino Unido, França e Itália.

## Família e primeiros anos

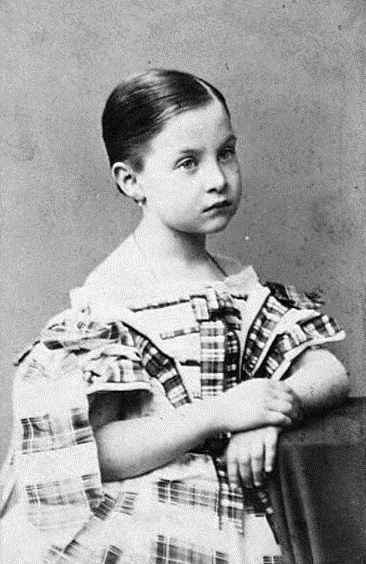
Olga quando criança

Olga nasceu no Palácio de Pavlovsk, perto de São Petersburgo, no dia 3 de setembro de 1851. Era a segunda filha do grão-duque Constantino Nikolaevich e da sua esposa, a grã-duquesa Alexandra, uma antiga princesa de Saxe-Altemburgo. Pelo lado do pai era neta do czar Nicolau I, sobrinha do czar Alexandre II e prima direita do czar Alexandre III.
A sua infância foi passada entre as casas do pai, incluindo o Palácio de Pavlovsk e várias propriedades da Crimeia. O seu pai era um conselheiro de confiança do seu irmão Alexandre II, e a sua mãe era considerada uma das mulheres mais inteligentes e elegantes da corte. Olga e o seu irmão mais velho, o grão-duque Nicolau, eram muito unidos e a grã-duquesa foi uma das únicas que se manteve em contacto com ele após Nicolau ter sido exilado para Tashkent.
Quando era criança, era descrita como uma menina pequena e rechonchuda com uma cara larga e grandes olhos azuis. Ao contrário da sua irmã mais nova, Vera, tinha uma personalidade calma, mas era também extremamente tímida. Por exemplo, quando os seus professores lhe faziam uma pergunta durante uma aula, começava a chorar e fugia da sala.
Em 1862, o grão-duque Constantino Nikolaevich foi nomeado vice-rei da Polónia pelo seu irmão e mudou-se para Varsóvia com a sua esposa e filhos. A estadia na Polónia foi difícil para o grão-duque, que sofreu uma tentativa de assassinato logo no dia seguinte à sua chegada. Apesar de Constantino ter levado a cabo um programa de liberalização e de voltar a instituir o polaco como língua oficial, os nacionalistas polacos não ficaram satisfeitos. Finalmente, uma revolta em Janeiro de 1863 e a radicalização dos separatistas levaram o czar Alexandre a ordenar o regresso do irmão em agosto. As experiências difíceis pelas quais Olga passou na Polónia, deixaram em si uma profunda impressão.

## Noivado e casamento

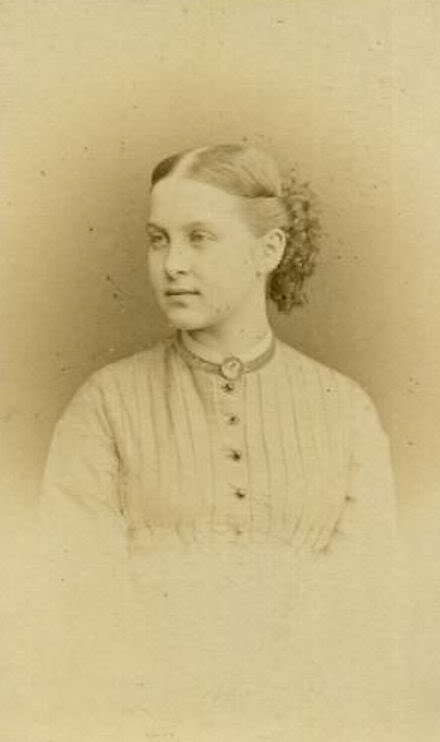
Olga Constantinovna por volta da altura do seu casamento

O jovem rei Jorge I da Grécia realizou uma visita à Rússia em 1863 para agradecer ao tio de Olga, o czar Alexandre II, pelo apoio que lhe tinha dado para a sua eleição para o trono da Grécia. Enquanto lá estava, o rei conheceu a sua futura esposa, na altura com doze anos de idade, pela primeira vez.
Jorge voltou a visitar a Rússia em 1867 para se encontrar com a sua irmã Dagmar, que se tinha casado no ano anterior com o czarevich Alexandre (futuro czar Alexandre III). O rei estava determinado a encontrar uma esposa tendo em mente uma aliança com uma grã-duquesa russa, nascida na Igreja Ortodoxa. Olga apaixonou-se por Jorge, mas, apesar de tudo, sentia-se ansiosa e perturbada com a ideia de deixar a Rússia. Inicialmente, o seu pai também se mostrou hesitante em dar a sua permissão para o casamento por achar que a sua filha de quinze anos ainda era muito nova e, além do mais, ele era também muito chegado a ela e, por isso, preocupava-se com a distância entre a Grécia e a Rússia. Por seu lado, a grã-duquesa Alexandra estava muito mais entusiasmada com a ideia do que o marido e, quando alguns membros da família imperial repararam que a sua filha ainda era nova, Alexandra respondeu que não seria jovem para sempre. Eventualmente ficou decidido que Olga e Jorge se casariam quando ela completasse dezasseis anos de idade. Entretanto, a grã-duquesa continuou com os seus estudos até ao dia do casamento.
Olga e Jorge casaram-se na capela do Palácio de Inverno em São Petersburgo a 27 de Outubro de 1867. Depois de cinco dias de festejos, passaram uma curta lua-de-mel em Ropsha, a sudoeste de São Petersburgo. Ao longo dos vinte anos que se seguiram, o casal teve oito filhos.
O czar pediu à sobrinha que "amasse mais o seu novo país do que aquele onde tinha nascido",, mas a nova rainha estava pouco preparada para a sua nova vida. Consciente de que era ainda muito nova, Olga preferiu continuar a usufruir dos serviços da sua governanta para poder continuar com a sua educação. Quando chegou ao Pireu, vestiu-se de azul e branco, as cores nacionais da Grécia, para o delírio da multidão que a esperava. Quando seguia viagem para a capital, a agitação popular era tal que a rainha, que não estava habituada a este tipo de manifestações, estava quase a chorar. Sem falar uma palavra de grego e com pouco tempo para descansar, esteve presente em várias cerimónias oficiais durante vários dias seguidos. Sobrecarregada com tudo o que lhe acontecia, foi encontrada a chorar debaixo de uma escadaria abraçada ao seu urso-de-peluche alguns dias após a sua chegada ao reino quando era esperava para um evento formal. Em menos de um ano, Olga aprendeu a falar inglês e grego. Seguindo o conselho da sua mãe, a rainha começou a interessar-se por arqueologia e história da Grécia para obter o apoio do público.

## Vida privada

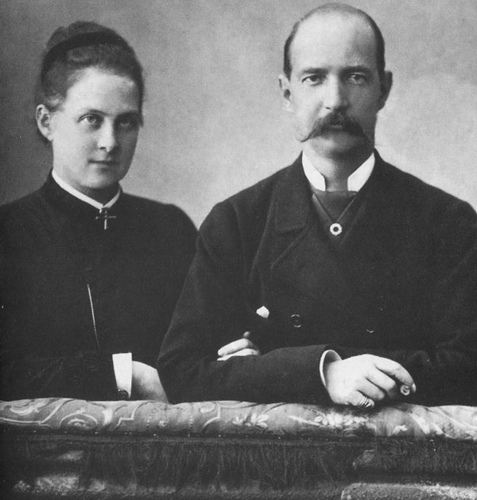
Olga com o seu marido Jorge

Ao longo de todos os seus anos de casados, Jorge I e Olga foram um casal unido, e ao contrário do que era hábito na época, passavam muito tempo com os seus filhos que cresceram numa atmosfera familiar unida. No entanto, à medida que Jorge foi envelhecendo, entrava em discussões com os filhos e a sua esposa lamentava as disputas que dividiam a família ocasionalmente. Em privado, Olga e Jorge I conversavam em alemão uma vez que era a única língua que os dois tinham em comum na altura em que se casaram. Com os seus filhos, falavam maioritariamente em inglês, apesar de as crianças serem obrigadas a falar grego entre si, e o príncipe André da Grécia e Dinamarca recusava-se a falar outra língua senão o grego com os pais.
A vida da família real era relativamente calma e retirada. A corte de Atenas não era tão brilhante e sumptuosa como a de São Petersburgo, e os dias na capital grega eram por vezes monótonos para os membros da família real. Na primavera e no inverno, a família dividia o seu tempo entre o Palácio Real em Atenas e o Palácio de Tatoi, no sopé do monte Parnitha. O verão era passado em Aix-les-Bains, em França, a visitar os parentes em Fredensborg, na Dinamarca ou na capital russa, ou a relaxar no Mon Repos, na ilha grega de  Corfu.
Olga nunca perdeu a sua nostalgia pela Rússia. O seu quarto estava decorado com ícones do seu país-natal e, na capela do palácio, cantava hinos eslavos com os filhos. Visitava navios russos que atracavam no Pireu com frequência e convidava os marinheiros russos para o palácio real. Foi a única mulher na História a ter o título de almirante da Marinha Imperial Russa, uma honra que lhe foi concedida no seu dia de casamento. A rainha foi também homenageada pela marinha grega quando um navio recebeu o seu nome.

## Trabalho social
A rainha era muito popular e envolveu-se em vários trabalhos sociais. Quando chegou a Atenas, passou a patrocinar o orfanato de Amalieion, criado pela antiga rainha-consorte da Grécia, Amália de Oldemburgo, e a escola Arsakeion para raparigas na avenida da Universidade. Com os seus fundos e apoios de contribuintes abastados, a rainha construiu asilos para doentes terminais e para idosos incapacitados, bem como um sanatório para doentes tuberculosos. Criou uma sociedade para ajudar os pobres, um jardim-de-infância para os filhos de casais pobres, e uma cozinha de sopa em Pireu que servia também de escola de culinária para meninas pobres que foi mais tarde aumentada para uma escola de tecelagem para raparigas e mulheres idosas com dificuldades financeiras. Era mecenas de dois hospitais militares e abriu também o Hospital da Anunciação, o maior da Grécia, na baixa de Atenas. Construiu o Hospital Russo do Pireu em memória da sua filha, a princesa Alexandra, que morreu em Moscovo em 1891. Apesar de dedicar-se principalmente a marinheiros russos, o hospital estava aberto a todos os marinheiros que visitassem a Grécia, sendo que os preços das consultas eram mais baixos e os medicamentos gratuitos. Olga também apoiou o estabelecimento e criação de hospitais durante os conflitos entre a Grécia e os seus países vizinhos, incluindo durante a Guerra Greco-Turca de 1897 e a Primeira Guerra dos Balcãs (1912-1913). Por causa do seu trabalho junto dos soldados feridos, Olga e a sua nora, a princesa-herdeira Sofia, receberam a Cruz Vermelha Real pelas mãos da rainha Vitória do Reino Unido em Dezembro de 1897.
Antes da chegada da grã-duquesa à Grécia, não existiam prisões separadas para homens, mulheres ou menores de idade e a rainha foi uma das principais impulsionadoras da construção de uma prisão para mulheres na capital e, com a ajuda de George Averoff, um filantropista abastado, mandou construir também uma prisão para jovens delinquentes.
Pouco depois da derrota da Grécia na Guerra Greco-Turca de 1897, um grupo de gregos descontentes com a situação disparou vários tiros sobre o seu marido e filha em 1898. Apesar desta tentativa de assassinato falhada, Olga insistiu em continuar com os seus compromissos sem a escolta de uma guarda militar. O seu filho Nicolau escreveu nas suas memórias que, um dia, teve uma conversa sobre a importância da opinião pública com a sua mãe durante a qual ela afirmou: "Prefiro ser governada por um leão de boas origens do que por quatrocentas ratazanas da minha espécie". O interesse de Olga por assuntos políticos e pela opinião pública era limitado. Apesar de ser defensora do partido russo da Grécia, não tinha qualquer influência política sobre o marido e não procurava obter influência política no parlamento grego.

## A controvérsiaEvangelika

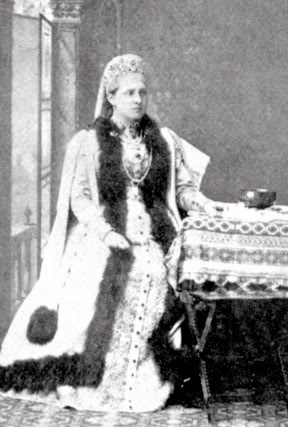
Olga Constantinovna

Sendo uma cristã ortodoxa desde o nascimento, a rainha Olga tomou conhecimento durante as suas visitas a soldados feridos durante Guerra Greco-Turca de 1897 de que muitos deles não sabiam ler a Bíblia. A versão utilizada pela Igreja Ortodoxa Grega incluía a versão Septuaginta do Antigo Testamento e a versão original em grego do Novo Testamento. Ambas estavam escritas em grego helenístico, quando, na altura, a população falava catarévussa ou a chamada versão popular do grego moderno. A catarévussa era uma língua formal que continha expressões arcaicas de palavras modernas, estava recheada de vocabulário "não-grego" de outras línguas europeias como o turco e tinha uma gramática arcaica simplificada. O grego moderno ou popular eram as versões faladas pela população. Olga decidiu mandar traduzir a Bíblia para uma versão que pudesse ser compreendida pela maioria da população e não apenas pelas pessoas educadas em grego koiné. No entanto, havia quem se opusesse a esta tradução uma vez que a consideravam "equivalente a uma renunciação da herança sagrada grega".
Em fevereiro de 1901, a tradução do Novo Testamento para o grego moderno que a própria rainha patrocinou foi publicada sem a autorização da Igreja Grega. O preço da nova tradução era de um dracma, muito abaixo do preço das antigas bíblias, e vendeu muito melhor do que elas. Para mitigar a oposição à versão traduzida, foi incluído um aviso dizendo que aquelas escrituras apenas poderiam ser utilizadas em família e não na igreja.
Ao mesmo tempo, outra tradução foi terminada por Alexandros Pallis (1851–1935), um grande apoiante do movimento literário que apoiava o uso do grego moderno na língua escrita. Contudo os apoiantes da escrita arcaica consideravam a nova versão "suja" e pretendiam purificá-la. As traduções começaram a ser publicadas em série no jornal "Acropolis" no dia 9 de Setembro de 1901. Quase de imediato os teólogos conservadores denunciaram esta versão como "uma ridicularização das relíquias mais valiosas da nação", enquanto uma parte da imprensa grega começou a acusar Pallis e os seus apoiantes de blasfémia e traição. Joaquim III, Patriarca de Constantinopla denunciou esta tradução, deitando mais achas para a fogueira. Os motins começaram pelos estudantes da Universidade de Atenas que tinham sido organizados pelos seus professores conservadores. Exigiam a excomunhão de Pallis e de qualquer um relacionado com as suas traduções, incluindo a rainha Olga e o Arcebispo de Atenas que tinha supervisionado a primeira tradução a mando de Olga Constantinovna.
O conflito entre os manifestantes e as tropas que tinham sido chamadas para manter a ordem resultou em oito mortos e mais de sessenta feridos. Em dezembro, as cópias que restavam da tradução patrocinada por Olga tinham sido confiscadas e a sua publicação foi proibida. Qualquer um que vendesse ou lesse as traduções estava ameaçado de excomunhão. A controvérsia foi chamada de "Evangelika" (A Questão do Evagelho). A crise levou à demissão do bispo metropolitano, Procópio, e à queda do governo de Geórgios Theotókis.

## Viuvez
Em 1913, a Primeira Guerra dos Balcãs terminou com a derrota do Império Otomano e a vitória de uma coligação formada pela Grécia, Bulgária, Sérvia e Montenegro. A Grécia aumentou consideravelmente o seu território graças à derrota otomana, mas várias divisões entre as potências vitoriosas da Liga Balcânica tornaram-se evidentes pouco depois: Atenas e Sófia discutiam o domínio de Salonica e da sua região. Para garantir o controlo grego na cidade mais importante da Macedónia, Jorge I mudou-se para lá pouco depois de esta ser conquistada. Tal como fazia em Atenas, o rei passeava por Salonica sem uma força policial significativa e enquanto dava um passeio na tarde de 18 de Março de 1913, perto da Torre Branca, foi alvejado e morto por Aléxandros Schinas. Olga, que afirmou que a morte do marido tinha sido "a vontade de Deus", chegou à cidade no dia seguinte. Juntamente com a sua família, visitou a cena do crime e acompanhou o corpo do rei até Atenas. Jorge foi enterrado no cemitério real no Palácio de Tatoi.
O seu filho mais velho, Constantino, tornou-se rei e a sua esposa, a princesa Sofia da Prússia, tornou-se a nova rainha-consorte. Na categoria de rainha-viúva, Olga tinha direito a utilizar uma ala do palácio real, mas preferiu regressar à Rússia pouco depois do sucedido para passar algum tempo com o seu irmão, o grão-duque Constantino Constantinovich, e a família dele no Palácio de Pavlovsk, onde tinha nascido.

## Primeira Guerra Mundial

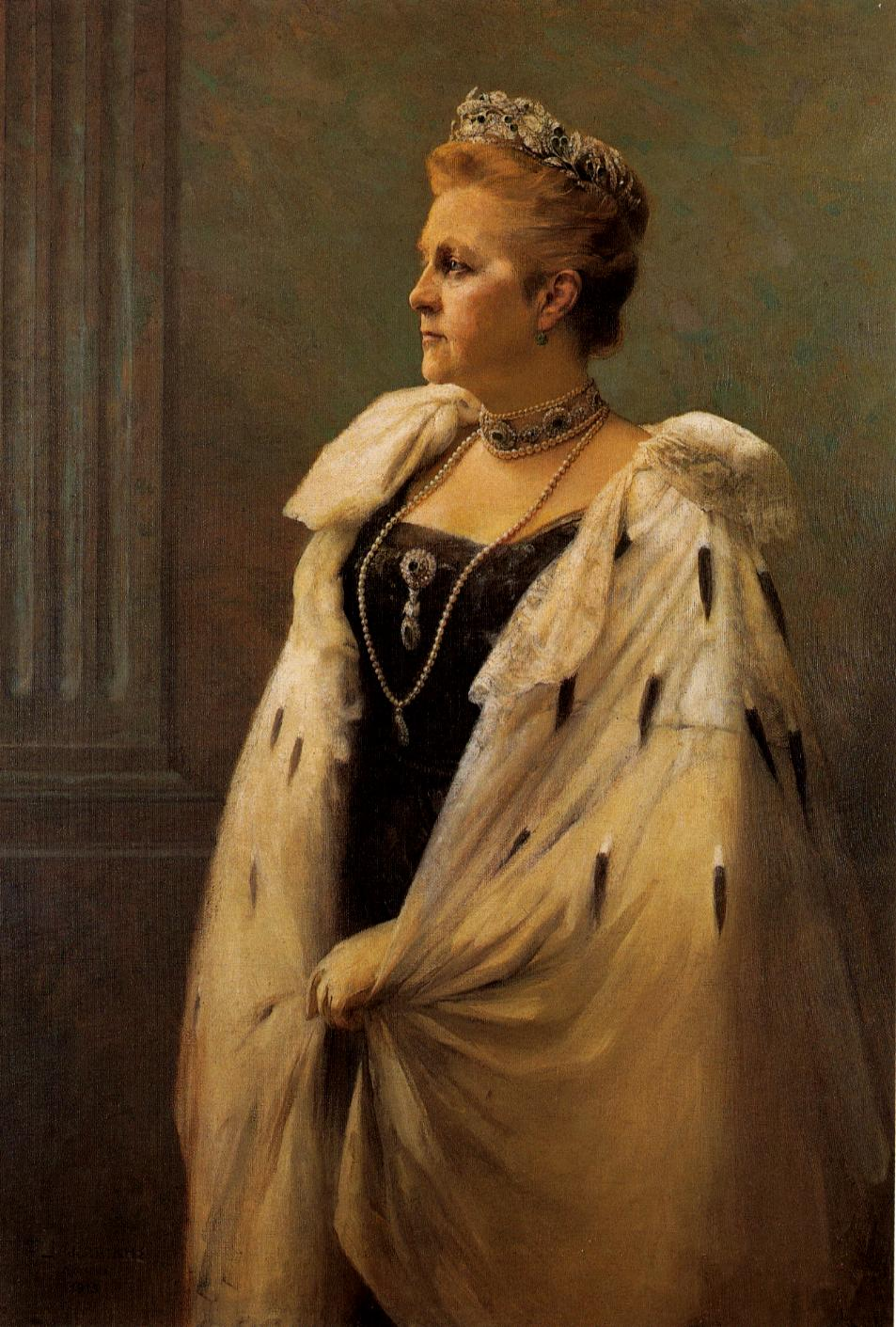
Olga Constantinovna,por Georgios Jakobides

Em agosto de 1914, Olga encontrava-se na Rússia quando rebentou a Primeira Guerra Mundial, na qual os Aliados ou Tríplice Entente, que juntavam a Rússia, a Grã-Bretanha e a França, lutaram contra a Alemanha, o Império Austro-Húngaro e o Império Otomano. A rainha-viúva da Grécia decidiu permanecer em São Petersburgo e organizou um hospital militar para apoiar o esforço de guerra russo. Abriu uma clínica no Palácio de Pavlovsk onde tratava de soldados feridos com a ajuda da sua cunhada, a grã-duquesa Isabel Mavrievna. Outros membros da família imperial, tais como a sua sobrinha, a princesa Helena e a sua neta, a grã-duquesa Maria Pavlovna, abriram hospitais na frente de combate. À medida que a guerra se agravava, Olga ia-se apercebendo da crise crescente que afectava a Rússia e tentou avisar a czarina Alexandra Feodorovna em 1916 sobre o perigo de rebentar uma revolução, mas a imperatriz russa não a ouviu. Algumas semanas depois, enfureceu a imperatriz quando assinou uma petição que pedia o perdão para o seu neto, o grão-duque Dmitri Pavlovich, que tinha sido exilado para a frente de combate na Pérsia devido ao seu envolvimento no assassinato de Gregório Rasputine, um místico da confiança da imperatriz.
Ao contrário dela, o seu filho mais velho, o rei Constantino I da Grécia, estava determinado a seguir uma política de neutralidade. Embora pelo lado da mãe todos os seus parentes fossem russos, a sua esposa era irmã mais nova do caiser Guilherme II da Alemanha. A sua política colocou-o em conflito directo com o primeiro-ministro Elefthérios Venizélos, que era a favor dos Aliados. Constantino foi acusado de simpatizar com os alemães e Paris e Londres desconfiavam do governo de Atenas. Naquilo que se tornou conhecido como o Cisma Nacional, Venizélos estabeleceu um governo paralelo em Salonica que se opunha a Constantino.
Quando o regime czarista caiu em fevereiro de 1917, a sua cunhada deixou Pavlovsk com a família, mas Olga decidiu ficar, acabando por ficar quase sozinha no Palácio pouco depois, tendo como única companhia uma jovem empregada solteira chamada Anna Egorova. Após a revolução, Anna passou a servir o príncipe Cristóvão da Grécia, tendo-se tornado governanta do seu único filho, o príncipe Miguel. Com pouca comida, as duas mulheres comiam apenas pão seco que mergulhavam em azeite de pouca qualidade. A sua segurança não estava garantida e alguns dias após a Revolução de Outubro, os bolcheviques invadiram e saquearam o palácio. Felizmente, a rainha-viúva não sofreu ferimentos. Aceitou que precisava de sair da Rússia, mas os bolcheviques recusaram-se a dar-lhe permissão para tal. A Grécia também não podia dar a ajuda diplomática necessária devido ao clima de Cisma Nacional. Em junho, Constantino tinha sido deposto e enviado para o exílio na Suíça. Uma vez que os Aliados não queriam que a Grécia se transformasse numa república nem que o príncipe-herdeiro Jorge sucedesse o seu pai, Constantino foi substituído no trono pelo seu segundo filho, o príncipe Alexandre, que se pensava ser mais popular entre os Aliados e mais influenciável do que o seu irmão mais velho. Venizélos tinha o verdadeiro poder enquanto os apoiantes do antigo rei eram presos ou executados.

## Primeiro exílio
Depois de passar vários meses a tentar obter ajuda, a legação dinamarquesa na Rússia forneceu um passaporte a Olga que ela usou para entrar na Alemanha na noite em que o país perdeu a guerra e acabaria por se juntar mais tarde ao seu filho mais velho e netos na Suíça no início de 1919. Outros membros da família imperial não conseguiram fugir. Entre as vítimas do regime estavam o czar, a czarina e os seus cinco filhos, o seu irmão, Dmitri Constantinovich, três dos seus sobrinhos, os príncipes João, Constantino e Igor Constantinovich e a irmã da czarina, a grã-duquesa Isabel Feodorovna.
Na Suíça, o rei Constantino I e a sua família estavam isolados e não recebiam qualquer rendimento. O governo grego, chefiado por Venizélos, não pagava pensões a antigos governantes e proibia qualquer tipo de contacto entre os exilados e o rei Alexandre. Constantino, que já sofria de má saúde, começou a ficar cada vez mais deprimido. A Revolução Russa e o Cisma Nacional fizeram com que a antiga rainha perdesse os seus bens imóveis e a rainha foi forçada a viver um estilo de vida mais simples do que aquele a que estava habituada. Apesar de tudo, Olga gostou de facto de poder passar mais tempo com os seus filhos e netos de quem tinha ficado separada durante a guerra.

## Regência

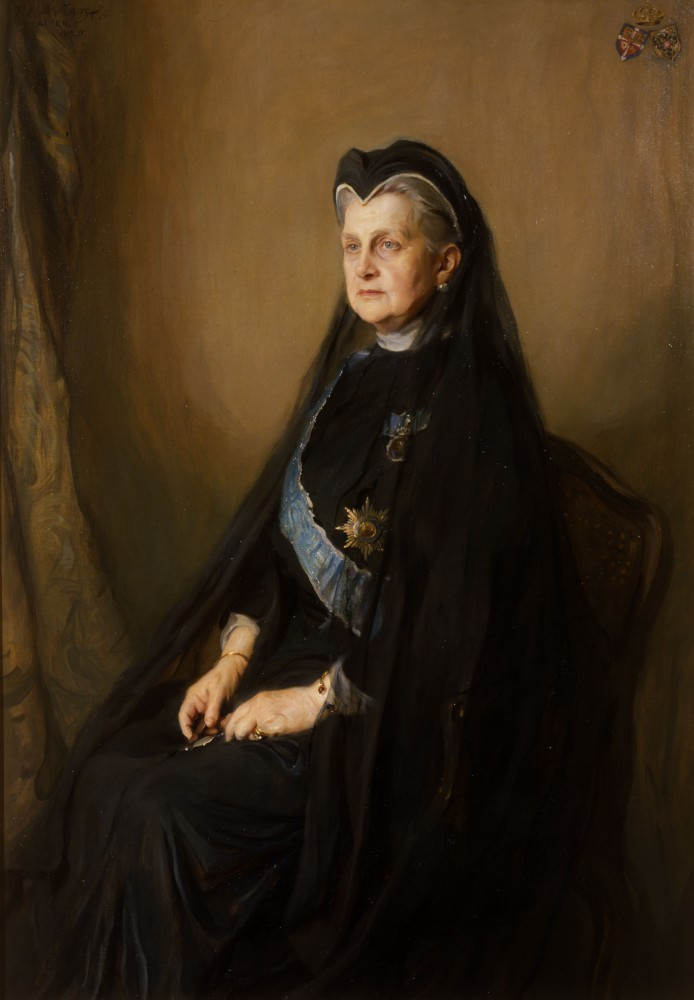
Retrato da rainha Olga da Grécia em 1914, pintado por Philip Alexius de László

A 2 de outubro de 1920, o rei Alexandre foi mordido por um macaco quando passeava pelos jardins de Tatoi. A ferida ficou infectada e Alexandre contraiu septicemia. A 19 de outubro, começou a delirar e pediu para ter a mãe a seu lado, mas o governo grego recusou-se a permitir o regresso da rainha Sofia à Grécia. Preocupada com o seu filho e sabendo que a sua sogra era o único membro da família que Venizélos admirava, Sofia pediu-lhe que fosse a Atenas para cuidar de Alexandre. Após vários dias de negociações, a rainha-viúva obteve permissão para regressar à Grécia, mas a sua viagem foi atrasada devido à turbulência marítima, o que fez que só chegasse à cidade doze horas após a morte do neto a 25 de outubro. A 29 de outubro, Alexandre foi enterrado em Tatoi. Olga foi a única representante da família presente no funeral.
O governo de Elefthérios Venizélos ainda se opunha ao regresso de Constantino I e do príncipe-herdeiro Jorge e, por isso, ofereceu o trono ao terceiro filho de Constantino, o príncipe Paulo, que se recusou a aceitá-lo antes do pai e do irmão a não ser que fosse nomeado chefe de estado por referendo. Contudo, alguns dias após a morte de Alexandre, Venizélos foi derrotado nas eleições gerais. A 17 de novembro, o almirante Pavlos Kountouriotis, regente desde a morte do rei, retirou-se e o novo primeiro-ministro, Dimítrios Rállis, pediu a Olga que assumisse a regência. A rainha-viúva foi regente durante um mês até dia 19 de dezembro, quando o seu filho Constantino regressou ao trono após um referendo que votou o seu regresso.

## Segundo exílio e morte
Constantino I regressou ao trono quando a Guerra Greco-Turca, que tinha rebentado em maio de 1919, durava há já dezoito meses. Em setembro de 1921, a derrota grega na Batalha de Sacária marcou o início da retirada grega da Turquia. O ressentimento que os Aliados ainda sentiam por Constantino devido à política que este tinha adoptado durante a Primeira Guerra Mundial, levou a que não garantissem o apoio necessário a Atenas. Mustafa Kemal Atatürk, o novo líder da Turquia, reconquistou Esmirna e a Trácia Oriental que tinham sido anexados no final da Primeira Guerra Mundial.

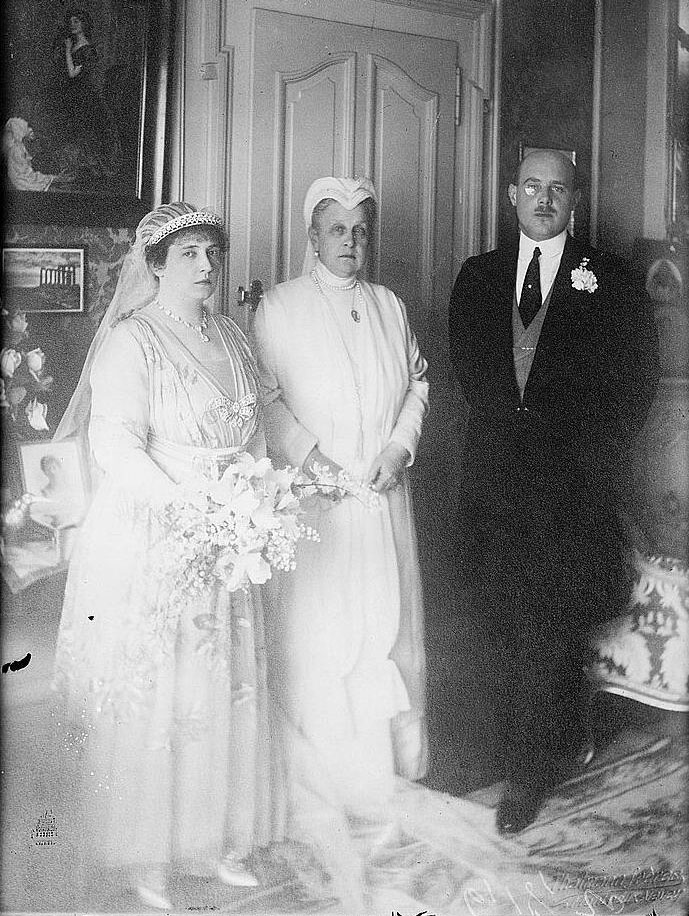
Olga com o seu filho Cristóvão e a primeira esposa dele, Anastásia

Após um golpe de estado liderado por oficiais militares descontentes, Constantino I abdicou pela segunda vez a 27 de setembro de 1922. Juntamente com vários outros membros da família, incluindo a rainha Olga, foi para o exílio em Itália enquanto o seu filho mais velho o sucedeu durante alguns meses como Jorge II. Poucos meses depois, Constantino morreu em Itália. Um dos filhos de Olga, o príncipe André da Grécia e Dinamarca, estava entre as pessoas presas pelo novo regime. Muitos acusados dos julgamentos de traição foram executados, incluindo políticos experientes e generais. Os diplomatas estrangeiros assumiram que André também corria perigo de vida, por isso o rei Jorge V do Reino Unido, o rei Afonso XIII de Espanha, o presidente francês Raymond Poincaré e o Papa Pio XI enviaram representantes a Atenas para interceder a seu favor. Apesar de André ter sido poupado, foi banido para o resto da vida e a sua família fugiu do país a bordo de um cruzador britânico, o HMS Calypso.
Ao contrário dos seus filhos e netos, Olga recebeu uma pensão do governo da Segunda República Helénica, mas mantinha tantos dos seus antigos criados que tinham fugido da Grécia com ela que normalmente não lhe sobravam mais de vinte libras por mês para as suas despesas. No entanto, contava com o apoio da sua família, espalhada por toda a Europa Ocidental. No Reino Unido, dividia o seu tempo entre Spencer House, em Londres, a residência do seu filho mais novo, o príncipe Cristóvão, Regent's Park, onde a sua filha, a grã-duquesa Maria, tinha uma mansão alugada, Sandringham House, casa da sua cunhada, a rainha Alexandra, o Castelo de Windsor e o Palácio de Buckingham, onde o seu sobrinho, o rei Jorge V, lhe emprestava aposentos.
Os últimos anos de Olga foram marcados pela doença. A claudicação prendeu-a a uma cadeira-de-rodas e a antiga rainha visitava Paris frequentemente para ser submetida a vários tratamentos para os olhos. A sua visão fraca levou a que Jorge V se divertisse muito quando a sua tia confundiu uma estátua de Lady Godiva nua com uma da rainha Vitória. Cada vez mais dependente, a rainha-viúva acabou por passar a viver com o seu filho mais novo, o príncipe Cristóvão e a esposa dele, a princesa Anastásia, em 1923. Olga morreu a 18 de junho de 1926, na Villa de Cristóvão em Roma ou em Pau, em França.
Apesar do republicanismo na Grécia, Olga ainda era muito estimada pelo governo republicano em Atenas que se ofereceu para pagar o funeral e repatriação dos seus restos mortais para a Grécia. No entanto, os seus filhos recusaram a oferta, tendo preferido enterrá-la em Itália ao lado do seu filho mais velho cujos restos mortais a Grécia se tinha recusado a aceitar. O seu funeral realizou-se no dia 22 de junho de 1926 na Igreja Ortodoxa de Roma e, no dia seguinte, os seus restos mortais foram enterrados na cripta da igreja russa em Florença. Após a restauração da monarquia na Grécia em 1935, o seu corpo foi transladado para Tatoi onde foi enterrado no dia 17 de novembro de 1936.
Uma vez que grande parte da sua propriedade tinha sido confiscada pela União Soviética e pelo governo republicano grego, a maioria da sua herança consistia em joias que, segundo o jornal The Times, estavam avaliadas em cerca de 100 000 £ (o equivalente a aproximadamente 4 300 000 £ ou 5 500 000 € nos dias de hoje)). Este valor foi dividido entre os seus filhos e os filhos de Constantino I. Traumatizada pelos acontecimentos da Revolução Russa, Olga cortou todos os laços com o país no qual a sua família tinha sido massacrada. Antes de morrer, obrigou o seu neto, o rei Jorge II, a jurar que iria recuperar as cinzas da sua filha, a princesa Alexandra, que tinha sido enterrada na Catedral de Pedro e Paulo em São Petersburgo. O seu desejo foi realizado em 1940, quando Jorge voltou ao trono grego.

## Títulos, estilos e honras

### Títulos e estilos
- 3 de Setembro de 1851 – 27 de Outubro de 1867: "Sua Alteza Imperial, a Grã-Duquesa Olga Constantinovna da Rússia"
- 27 de Outubro de 1867 – 13 de Março de 1913: "Sua Majestade, a Rainha da Grécia"
- 13 de Março de 1913 – 18 de Junho de 1926: "Sua Majestade, a Rainha Olga da Grécia"
  - 17 de Novembro de 1920 – 19 de Dezembro de 1920: "Sua Majestade, a Rainha Regente da Grécia"

### Honras
- Dama Grã-Cruz da Ordem do Salvador

Estrangeiras
- Ordem de Maria Luísa

## Descendência
1. Constantino I da Grécia (2 de agosto de 1868 - 11 de janeiro de 1923), rei da Grécia; casado com a princesa Sofia da Prússia; com descendência.
2. Jorge da Grécia e Dinamarca (24 de junho de 1869 - 25 de novembro de 1957), casado com a princesa Maria Bonaparte; com descendência.
3. Alexandra da Grécia e Dinamarca (30 de agosto de 1870 - 24 de setembro de 1891), casada com o grão-duque Paulo Alexandrovich da Rússia; com descendência.
4. Nicolau da Grécia e Dinamarca (22 de janeiro de 1872 - 8 de fevereiro de 1938), casado com a grã-duquesa Helena Vladimirovna da Rússia; com descendência.
5. Maria da Grécia e da Dinamarca (3 de março de 1876 - 14 de dezembro de 1940), casada com o grão-duque Jorge Mikhailovich da Rússia; com descendência.
6. Olga da Grécia e Dinamarca (7 de abril de 1880 – 2 de novembro de 1880), morreu aos sete meses de idade.
7. André da Grécia e Dinamarca (2 de fevereiro de 1882 - 3 de dezembro de 1944), casado com a princesa Alice de Battenberg; com descendência.
8. Cristóvão da Grécia e Dinamarca (10 de agosto de 1888 – 21 de janeiro de 1940), casado primeiro com Nancy Stewart Worthington Leeds; sem descendência. Casado depois com a princesa Francisca de Orleães; com descendência.